# MTV Europe Music Award al miglior artista norvegese
L'MTV Europe Music Award al miglior artista norvegese (MTV Europe Music Award for Best Norwegian Act) è stato uno dei premi degli MTV Europe Music Awards, che viene assegnato dal 2005.
In realtà già dal 1999 il premio esisteva, ma venivano più genericamente premiati nella categoria MTV EMA al miglior artista nordico.

## Albo d'oro

### Anni 2000
| Anno | Vincitore     | Nominati                                                   |
| ---- | ------------- | ---------------------------------------------------------- |
| 2005 | Turbonegro    | - Ane Brun - Thomas Dybdahl - Marion Raven - Röyksopp      |
| 2006 | Marit Larsen  | - Amulet - Mira Craig - Serena Maneesh - Elvira Nikolaisen |
| 2007 | El Axel       | - Karpe Diem - Lilyjets - Pleasure - Aleksander With       |
| 2008 | Erik og Kriss | - Ida Maria - Kakkmaddafakka - Karpe Diem - Madcon         |
| 2009 | Yoga Fire     | - Donkeyboy - Maria Mena - Paperboys - Röyksopp            |

### Anni 2010
| Anno | Vincitore            | Nominati                                                     |
| ---- | -------------------- | ------------------------------------------------------------ |
| 2010 | Karpe Diem           | - Lars Vaular - Casiokids - Susanne Sundfør - Tommy Tee      |
| 2011 | Eva & the Heartmaker | - Erik og Kriss - Jaa9 & OnklP - Jarle Bernhoft - Madcon     |
| 2012 | Erik & Kriss         | - Donkeyboy - Madcon - Karpe Diem - Sirkus Eliasson          |
| 2013 | Admiral P            | - Envy - Madcon - Maria Mena - Truls                         |
| 2014 | Adelén               | - Nico & Vinz - Martin Tungevaag - Anders Nilsen - Donkeyboy |
| 2015 | Astrid S             | - Donkeyboy - Kygo - Madcon - Sandra Lyng                    |
| 2016 | Alan Walker          | - Astrid S - Aurora - Julie Bergan - Kygo                    |
| 2017 | Alan Walker          | - Astrid S - Gabrielle - Kygo - Seeb                         |
| 2018 | Alan Walker          | - Astrid S - Kygo - Sigrid - Tungevaag & Raaban              |